# Delage Type A
Der Delage Type A war das erste Personenkraftwagenmodell der französischen Marke Delage. Der Hersteller bezeichnete es als Voiturette.

## Beschreibung
Die nationale Zulassungsbehörde prüfte das Fahrzeug mit der Nummer 1 und erteilte am 18. August 1905 die Genehmigung. Delage bot das Modell von 1905 bis 1907 an. Nachfolger wurde der Delage Type F. 
Ein Einzylindermotor von De Dion-Bouton trieb die Fahrzeuge an. Er hatte 106 mm Bohrung und 120 mm Hub. Das ergab 1059 cm³ Hubraum. Der Motor leistete 9 PS. Er war wie bei allen folgenden Serienmodellen vorne im Fahrzeug montiert und trieb die Hinterräder an. Damit war 42 km/h Höchstgeschwindigkeit möglich.
Das Fahrgestell kam von Malicet & Blin. Es hatte 1165 mm Spurweite und 1850 mm Radstand. Es wog 445 kg. Die offene Karosserie als Phaeton bot Platz für zwei Personen.
Der ebenfalls 1905 vorgestellte Delage Type B war bis auf einen schwächeren Motor identisch.

## Stückzahlen und überlebende Fahrzeuge
Peter Jacobs vom Delage Register of Great Britain erstellte im Oktober 2006 eine Übersicht über Produktionszahlen und die Anzahl von Fahrzeugen, die noch existieren. Seine Angaben zu den Bauzeiten weichen in einigen Fällen von den Angaben der Buchautoren ab. Stückzahlen zu den Modellen vor dem Ersten Weltkrieg sind unbekannt. Für dieses Modell gibt er abweichend die Bauzeit von 1905 bis 1906 an. Es existieren noch vier Fahrzeuge.

## Automobilsport
Die einzige bekannte Rennbeteiligung war am Coupe des Voiturettes 1906. Das Rennen für Kleinwagen fand vom 5. bis zum 12. November 1906 in der Region um Rambouillet statt. Delage meldete drei Type A. Der Fahrer Pessonneaux und der Mechaniker Louis Chenard bildeten ein Team und Ménard mit Lucas ein zweites. Laillault startete nicht. Pessonneaux und Chenard schieden durch Unfall aus. Ménard und Lucas erreichten den zweiten Platz hinter einem Peugeot.